# تران آن هانغ
تان آن هانغ (بالفيتنامية: Trần Anh Hùng)‏ من مواليد 23 ديسمبر 1962) هو فنان سينمائي فيتنامي فرنسي.

## حياته
ولد هانغ في مي ثو، جنوب فيتنام. بعد سقوط سايغون في نهاية حرب فيتنام عام 1975 ، هاجر إلى فرنسا في سن الثانية عشرة. بعدها تخصص في الفلسفة في إحدى جامعات فرنسا. بالصدفة، شاهد فيلم المخرج الفرنسي روبير بريسون رجل هارب وقرر دراسة السينما بدلاً من ذلك. ذهب لدراسة التصوير في أكاديمية لويس لوميير، التي تدرب المصورين السينمائيين.

## المهنة
كان هانغ في طليعة موجة السينما الفيتنامية المشهورة في الخارج على مدى العقدين الماضيين. حازت أفلامه على وشهرة دولية، وكانت أولى أفلامه الثلاث تأملات متنوعة في الحياة في وطنه فيتنام.

## الوصلات الخارجية
- Trần Anh Hùng في قاعدة بيانات الأفلام على الإنترنت
- Dan Bloom, "Norwei no mori" goes to Hollywood